# Chassalia laxiflora
Chassalia laxiflora är en måreväxtart som beskrevs av George Bentham. Chassalia laxiflora ingår i släktet Chassalia och familjen måreväxter. Inga underarter finns listade i Catalogue of Life.